# Comuna Jovtneve, Reșetîlivka
Jovtneve (în ucraineană Жовтневе) este o comună în raionul Reșetîlivka, regiunea Poltava, Ucraina, formată din satele Babîci, Holubî, Jovtneve (reședința), Krîvkî, Pîsarenkî, Șkurupii și Tutakî.

## Demografie
Componența lingvistică a comunei Jovtneve
     Ucraineană (96,15%)
     Rusă (3,33%)
     Alte limbi (0,5%)
Conform recensământului din 2001, majoritatea populației comunei Jovtneve era vorbitoare de ucraineană (96,15%), existând în minoritate și vorbitori de rusă (3,33%).